# Oberursel
Oberursel (Taunus), avec 46 660 habitants au 31 décembre 2021, est la treizième plus grande ville de Hesse en Allemagne, au nord-ouest de Francfort-sur-le-Main.
Comme les villes voisines de Königstein, Kronberg et Bad Homburg, Oberursel est connue pour ses quartiers résidentiels relativement chers et haut de gamme. La ville d'Oberursel a un indice de pouvoir d'achat bien supérieur à la moyenne allemande (139,6% de la moyenne nationale en 2017).

## Histoire
| Appartenances historiques Seigneurie de Königstein 1317-1505 Comté de Königstein 1505-1581 Électorat de Mayence 1581-1803 Nassau-Usingen 1803-1806 Duché de Nassau 1806-1866 Royaume de Prusse (Province de Hesse-Nassau) 1866-1918 République de Weimar 1918-1933 Reich allemand 1933-1945 Allemagne occupée 1945-1949 Allemagne 1949-présent |

Oberursel est mentionnée officiellement pour la première fois en avril 791 dans un document du Lorscher codex sous le nom de village « Ursella ». À cette époque, Charlemagne règne sur le royaume des Francs.
Une église est attestée en 880 sous le nom monasterium ad ursellam, et il est fait mention d'échanges commerciaux à Oberusel en 1317.
En 1444, les droits municipaux sont accordés par Frédéric III de Brunswick-Calenberg-Göttingen, et font des habitants d'Oberursel des citoyens libres. La ville est munie de murs d’enceinte, de tours de garde et de portes municipales. Les fortifications s'achèvent deux ans plus tard. Au cours des années suivantes, les tisserands et les drapiers vont fortement contribuer à l’essor culturel et économique de la cité. La population augmente au cours du XVe siècle et la ville s'agrandit encore à l'est en 1481.
Après que Martin Luther a affiché en 1517 ses « 95 thèses » sur les portes du château de Wittenberg, les citoyens d’Oberursel assistent en 1522 au premier sermon luthérien. Au cours de la décennie, Erasmus Alberus fonde une école latine près de l'église (il n'en reste plus trace aujourd'hui). En 1535, Oberursel passe sous le contrôle du comte Ludwig zu Stolberg et devient ville protestante.
En 1542, la ville compte 236 familles pour un total de 1100 habitants répartis dans 180 maisons.
Nicolaus Henricus fonde une imprimerie en 1557, ce qui lui permet de mettre sous presse ses « Pamphlets Théologiques ». De 1565 à 1574, le comte Ludwig bat monnaie dans ce qui est aujourd’hui la St. Ursula-Gasse. En 1581, tout le comté de Königstein tombe aux mains de l'Électorat de Mayence, ce qui a conduit à la recatholisation de la ville lors de la contre-réforme. L'activité commerciale la plus importante de la ville à la fin du Moyen Âge et au début des temps modernes était la confection de vêtements.
A début de la guerre de Trente Ans, la peste sévit, puis la ville est attaquée par deux fois pendant la guerre. En 1622, des mercenaires réduisent en cendres la moitié de la ville, et, en 1645, une deuxième attaque la détruit presque complètement : presque toutes les maisons sont incendiées, trois seulement, l'ancien hôtel de ville, une boulangerie et une maison près de la place du marché, ont été épargnées. C'est ce qui explique pourquoi les plus anciennes maisons de la vieille ville d'Oberursel datent du XVIIe siècle. À la fin de la guerre, Oberursel ne compte plus que 600 habitants. Ce sont les artisans installés le long de la rivière Urselbach qui contribuent à ramener l’essor économique avec le développement de la minoterie, la fabrication de papier et d'outils (marteaux en fer et en cuivre).
En 1850, c'est le début de l’industrialisation. Une filature de coton est créée en 1858. La force hydraulique de l’Userlbach est d’abord complétée par la puissance des machines à vapeur, puis par d’autres sources d’énergie. En 1860, 25 ans après l'inauguration de la première liaison ferroviaire allemande (Nuremberg-Fürth), la ligne Francfort-Oberursel-Bad Hombourg est mise en service. En 1899, une ligne de métro est ajoutée (actuelle ligne U3 du U-Bahn de Francfort).
La commune de Bommersheim est rattachée à Oberursel en 1929.
Pendant la Seconde Guerre mondiale, un camp de transit de la Luftwaffe, le Dulag Luft, est installé au nord de la ville. C'est là que les équipages d'avions américains et britanniques abattus sont interrogés par des spécialistes de l'armée de l'air allemande. Le 30 mars 1945, la ville se rend sans combattre aux troupes américaines, qui vont occuper la ville. 
L'armée américaine a repris le site de Dulag et a installé le Camp King dans les bâtiments existants. Des responsables allemands de haut rang tels que Reinhard Gehlen et Rudolf-Christoph von Gersdorff ont été internés et interrogés dans la «Maison Alaska» sur la Hohemarkstrasse. Le Camp King est resté une base importante pour les forces armées américaines stationnées en Allemagne jusque dans les années 1990. Aujourd'hui, c'est un quartier résidentiel.
Les communes d'Oberstedten, Stierstadt et Weißkirchen sont rattachées à Oberursel en 1972, portant le nombre d'habitants de la ville à 37 869.
En 1991 a eu lieu la fête du 1200e anniversaire de la ville d’Oberursel, et en 1994 les 550 ans de droits municipaux.

## Population
- 1542 : 1 100
- 1618 : 1 600
- 1648 : 600
- 1799 : 7 999
- 1972 (avant le rattachement) : 25 000
- 1972 (après le rattachement) : 37 000
- 2001 : 42 736
- 2005 : 43 190

## Politique

### Maires
- 1946–1960 : Heinrich Kappus (CDU)
- 1960–1972 : Heinrich Beil (CDU)
- 1972–1978 : Karlheinz Pfaff (SPD)
- 1978–1990 : Rudolf Harders (CDU)
- 1990–1996 : Thomas Schadow (CDU)
- 1996–2003 : Gerd Krämer (CDU)
- depuis 2003 : Hans-Georg Brum (SPD)

## Personnalités liées à la ville
- Georg Kaspar Chelius (1761-1828), mathématicien né à Oberstedten.
- Fritz Encke (1861-1931), architecte né à Oberstedten.
- Le banquier Jürgen Ponto y fut assassiné le 30 juillet 1977 par la Rote Armee Fraktion.

## Jumelages
- Épinay-sur-Seine (France) depuis 1964
- Rushmoor (Angleterre) depuis 1989
- Lomonossov (ville) (Russie) depuis 2004
- Ursem (Pays-Bas)
- Mariehamn (Îles Åland)

## Économie
Il y a à Oberursel une usine Rolls-Royce qui emploie 1 200 personnes. Autrefois elle s'appelait Motorenfabrik Oberursel.

## Honneur
L'astéroïde (207763) Oberursel porte son nom.